# Skeleton Crew (groupe)
Pour les articles homonymes, voir Skeleton Crew.
Skeleton Crew est un groupe de rock expérimental américain. Il est formé dans les années 1980, et centré autour du guitariste Fred Frith et du violoncelliste Tom Cora, plus tard rejoints par la harpiste et claviériste Zeena Parkins. Auteur de deux albums, Learn to Talk (1984) et The Country of Blinds (1986), le groupe était surtout connu pour sa pratique de l'improvisation libre en concert, chaque musicien jouant de plusieurs instruments (qu'ils confectionnaient parfois eux-mêmes) simultanément et faisant un usage intensif de techniques de jeu étendues. Leur musique mêlait des éléments de folk, rock et musique bruitiste. En concert, ils utilisaient aussi fréquemment des montages de bandes magnétique, notamment d'enregistrements de musique militaire américaine.
Leurs deux albums sont réunis dans un coffret 2CD et réédités en 2005 par le label britannique Fred Records. Deux chansons du groupe figurent dans le film Step Across the Border.

## Biographie
Skeleton Crew est à l'origine formé en 1982 comme quatuor sans nom, mais avant leur première performance, les guitaristes (Fred Maher et Tim Schellenbaum) souffriront de pneumothorax pendant deux semaines, laissant le guitariste Fred Frith et un violoncelliste improvisionniste  Tom Cora de Curlew le choix de continuer ou d'abandonner le projet. Ils continuent, acceptant de jouer tous les instruments sur scène. Frith joue de la guitare, du violon, du clavier, des percussions, et Cora du violoncelle, de la basse, de la batterie maison, et d'autres instruments avec ses pieds,.
Jouer de cette manière était difficile et le résultat imprévisible, mais en tant que duo improviste, cela leur convenait. Ils ajoutent une section rythmique avec un batteur. En 1982, ils jouent en Europe, Amérique du Nord et au Japon, et devient un double one-man band à chaque nouveau concert. Plus tard dans l'année, Dave Newhouse de The Muffins les aident en jouant du saxophone et une partie à la batterie. Deux cassettes audio en édition limitée des performances du trio en 1982 sont publiées en 1982 et 1984. Après le départ de Newhouse, ils continuent à tourner en duo. En octobre 1983, ils se joignent au groupe allemand Duck and Cover au Berlin Jazz Festival, pendant une performance à Berlin-Ouest, suivie par une autre en février 1984 à Berlin-Est. En décembre 1983, Skeleton Crew joue au Festival international de musique actuelle de Victoriaville de Victoriaville, au Québec, Canada.
Plus tard en 1984, Skeleton Crew commence à travailler sur son premier album, Learn to Talk, en Suisse. Le LP (dont les faces sont nommées Side Free et Side Dirt) comprend des morceaux humoristiques inter-espacés avec des fragments instrumentaux de violoncelle, de guitare et de violon,. En trio, le groupe enregistre un second album studio, The Country of Blinds, en 1986 (encore une fois en Suisse, et produit par Tim Hodgkinson]. Peu après ces sessions, le groupe se sépare. Pour Frith  : « On commençait à devenir un groupe de rock and roll normal, alors c'est devenu sans intérêt. »
Frith et Cora se réunissent sous Skeleton Crew en 1995 aux Pays-Bas, au Koeinverhuurbdrijf Studio de Purmerland pour enregistrer un CD-ROM, Etymology.

## Discographie
- 1984 : Learn to Talk (Rift Records)
- 1986 : The Country of Blinds (Rift Records)